# Federazione di hockey su ghiaccio della Bosnia ed Erzegovina
La Federazione bosniaca di hockey su ghiaccio (bos. Hokejaski Savez Bosne i Hercegovine, SHLBIH) è un'organizzazione fondata per governare la pratica dell'hockey su ghiaccio in Bosnia ed Erzegovina.
Ha aderito all'International Ice Hockey Federation il 10 maggio 2001.